# Lawrence County, Alabama
Lawrence County är ett administrativt område i delstaten Alabama, USA, med 34 339 invånare. Den administrativa huvudorten (county seat) är Moulton. 

## Geografi
Enligt United States Census Bureau så har countyt en total area på 1 860 km². 1 795 km² av den arean är land och 65 km² är vatten.

### Angränsande countyn
- Limestone County - nordöst
- Morgan County  - öst
- Cullman County - sydöst
- Winston County - syd
- Franklin County - väst
- Colbert County - väst
- Lauderdale County - nordväst